# Дружківський трамвай
Дружкі́вський трамва́й — трамвайна система у місті Дружківка Донецької області. Довжина контактної мережі на початок 2017 року складає 26,4 км. Пасажиропотік на 2016 рік складає 5469 тис. чоловік. В місті розташоване одне трамвайне депо та функціонують три маршрути.

## Історія
1945 року у місті Дружківка було вирішено збудувати трамвайну лінію. У серпні 1945 року розгорнулись будівельні роботи, а 5 грудня 1945 року рух було відкрито. Одноколійна із роз'їздом лінія довжиною 1,5 км сполучила площу Леніна (нині — Соборна площа) та міст через річку Кривий Торець. Рух відкривали 2 уживаних двовісних вагони.
Навесні 1946 року відкрито невеличке продовження першої лінії до вокзалу. Впродовж 1947—1949 років першу лінію подовжено в протилежному напрямку — до міської лікарні. 1949 року місто одержало вагони КТМ-1.
У 1950-х роках суттєвих надходжень вагонів не було, натомість було збудоване невеличке депо на 6 вагонів.
У 1960-ті роки надходять нові вагони — КТМ-2/КТП-2, що працювали у поїздах.
1969 року відбулося чергове розширення мережі — вулицями Енгельса, Кошового та Радченка (нині — Машинобудівників відкрито двоколійну лінію до Сонячного мікрорайону. Сюди пішов новий маршрут № 2.
З 1976 року розпочалося надходження нового рухомого складу — вагонів КТМ-5М3, що вже до кінця 1970-х років повністю замінили собою вагони КТМ-1/КТП-1 та КТМ-2/КТП-2.
1974 року маршрут № 2 подовжено від Сонячного мікрорайону до мікрорайону Машинобудівників. А 1977 року збудували лінію вулицею Кошового до нового депо на 50 місць.
У 1980-ті роки продовжився розвиток мережі: 1981 року відкрито лінію від вул. Радченка до універмагу «Маяк», а 1983 року — до Порцелянового заводу. Усі лінії будувалися двоколійними, але перша і дотепер залишилася одноколійною. 1986 року мережа сягнула максимального розвитку — як за довжиною — 26,2 км, так і за кількістю вагонів — 37.
У 1990-ті роки відбулося поступове скорочення рухомого складу, що позначилося на роботі маршрутів. З 2002 року почалося скорочення мережі. Деякі маршрути було скасовано, деякі — вкорочено, у тому ж році закрито лінії до Порцелянового заводу та мікрорайону «Машинобудівників».
У серпні 2013 року розпочато роботи з відновлення лінії від міської лікарні до Порцелянового заводу.
6 вересня 2013 року відкрито рух трамваїв до Порцелянового заводу.
28 жовтня 2014 року відновлено роботу лінії до мікрорайону «Машинобудівників» (200 планів).
З 27 грудня 2016 року введено додатковий маршрут трамвая № 4Н, який прямує від к/ст. «Маяк» до к/ст. «Міськгаз». На даному етапі цей маршрут працював у тестовому режимі тільки у вечірні години пік з 16:05 до 19:15. У грудні 2016 року було проведено комплексне обстеження пасажиропотоку на ділянці від к/ст. «Маяк» до зупинок «пл. Машинобудівників», «Відділ соцзабезпечення», в результаті якого було встановлено число пасажирів, які віддають перевагу автобусам, минаючи послуги трамвая. Після введення маршруту № 4К інтервал руху трамваїв на ділянці «Маяк» — «Міськгаз» становив 8-9 хвилин, а на ділянці «пл. Машинобудівників» — «Міськгаз» — 4-8 хвилин.
З 1 січня 2017 року вартість проїзду у трамваї становить 2 ₴, з 1 травня 2018 року — 3 ₴.

## Маршрути
У місті діє 3 маршрути.
|  |  |  |  |  |  |

|  |  |  |  |  |  |

|  |  |  |  |  |  |

|  |  |  |  |  |  |  |  |

|  |  |  |  |  |  |

|  |  |  |  |  |  |

|  |  |  |  |  |  |  |  |

|  |  |  |  |  |  |

|  |  |  |  |  |  |

|  |  |  |  |  |  |

|  |  |  |  |  |  |  |  |

|  |  |  |  |  |  |

|  |  |  |  |  |  |

|  |  |  |  |  |  |  |  |

|  |  |  |  |  |  |

|  |  |  |  |  |  |  |  |

|  |  |  |  |

|  |  |  |  |

|  |  |  |  |

|  |  |  |  |

|  |  |  |  |

|  |  |  |  |  |  |

|  |  |  |  |  |  |

|  |  |  |  |  |  |

|  |  |  |  |  |  |  |  |

|  |  |  |  |  |  |

|  |  |  |  |  |  |

|  |  |  |  |  |  |  |  |

|  |  |  |  |  |  |

|  |  |  |  |  |  |

|  |  |  |  |  |  |

|  |  |  |  |  |  |  |  |

|  |  |  |  |  |  |

|  |  |  |  |  |  |

|  |  |  |  |  |  |  |  |

|  |  |  |  |  |  |

|  |  |  |  |  |  |  |  |

|  |  |  |  |

|  |  |  |  |

|  |  |  |  |

|  |  |  |  |

|  |  |  |  |

|  |  |  |  |  |  |

|  |  |  |  |  |  |

|  |  |  |  |  |  |

|  |  |  |  |  |  |  |  |

|  |  |  |  |  |  |

|  |  |  |  |  |  |

|  |  |  |  |  |  |  |  |

|  |  |  |  |  |  |

|  |  |  |  |  |  |

|  |  |  |  |  |  |

|  |  |  |  |  |  |  |  |

|  |  |  |  |  |  |

|  |  |  |  |  |  |

|  |  |  |  |  |  |  |  |

|  |  |  |  |  |  |

|  |  |  |  |  |  |  |  |

|  |  |  |  |

|  |  |  |  |

|  |  |  |  |

|  |  |  |  |

|  |  |  |  |

|  |  |  |  |  |  |

|  |  |  |  |  |  |

|  |  |  |  |  |  |

|  |  |  |  |  |  |  |  |

|  |  |  |  |  |  |

|  |  |  |  |  |  |

|  |  |  |  |  |  |  |  |

|  |  |  |  |  |  |

|  |  |  |  |  |  |

|  |  |  |  |  |  |

|  |  |  |  |  |  |  |  |

|  |  |  |  |  |  |

|  |  |  |  |  |  |

|  |  |  |  |  |  |  |  |

|  |  |  |  |  |  |

|  |  |  |  |  |  |  |  |

|  |  |  |  |

|  |  |  |  |

|  |  |  |  |

|  |  |  |  |

|  |  |  |  |

Впродовж 1990—2006 років закрито 3 маршрути № 3, 5, 6.
| Закриті маршрути | Закриті маршрути | Закриті маршрути      | Закриті маршрути  |
| №                | Початковий пункт | Кінцевий пункт        | Рік закриття      |
| ---------------- | ---------------- | --------------------- | ----------------- |
| 3                | Трамвайне депо   | Мікрорайон «Сонячний» | Наприкінці 1990-х |
| 5                | Трамвайне депо   | Порцеляновий завод    | Наприкінці 2000-х |
| 6                | Трамвайне депо   | Універмаг «Маяк»      | Січень 2006       |

## Рухомий склад
Станом на 1 січня 2014 року на балансі підприємства перебувало 12 пасажирських вагонів моделі КТМ-5М3 та 1 службовий вагон.
28 квітня 2015 року надійшов перший з двох вагонів Tatra T3SUCS № 7088, який переданий з Харкова. У травні 2015 року розпочалася експлуатація вагонів цієї моделі.
Станом на 1 грудня 2018 року на балансі підприємства перебуває 16 пасажирських вагонів та 1 службовий вагон ГС-4 (КРТТЗ).
| Тип моделі       | Кількість на 1 грудня 2018 |
| ---------------- | -------------------------- |
| 71-605 (КТМ-5М3) | 7                          |
| Tatra T3SUCS     | 7                          |
| Tatra T3SU       | 2                          |
| Всього:          | 16                         |

## Енергогосподарство
Живлення мережі забезпечується двома тяговими підстанціями.

## Експлуатуюче підприємство
Комунальне підприємство «Дружківкаавтоелектротранс» Дружківської міської ради, адреса:
84207, Донецька область, Дружківка, вулиця Дружби, 82.
48°36′02″ пн. ш. 37°31′12″ сх. д. / 48.6005° пн. ш. 37.52° сх. д.

## Перспективи
У 2017 році планувалося придбати 8 трамваїв, які вже були у вжитку.
2 травня 2018 року, за результатами електронних торгів із закупівлі у 2018 році для Дружківки 6 старих трамваїв Tatra T3 з країн Євросоюзу, визначився переможець — ним стало харківське ТОВ «Технології електротранспорту».

## Схеми маршрутів

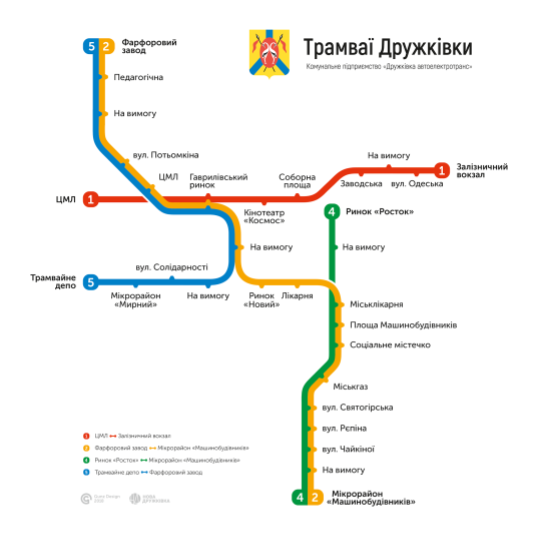
Новітня схема трамвайних маршрутів
Схема діючих маршрутів
Схема трамвайного маршруту №1
Схема трамвайного маршруту №2
Схема трамвайного маршруту №3
Схема нічного трамвайного маршруту

## Галерея

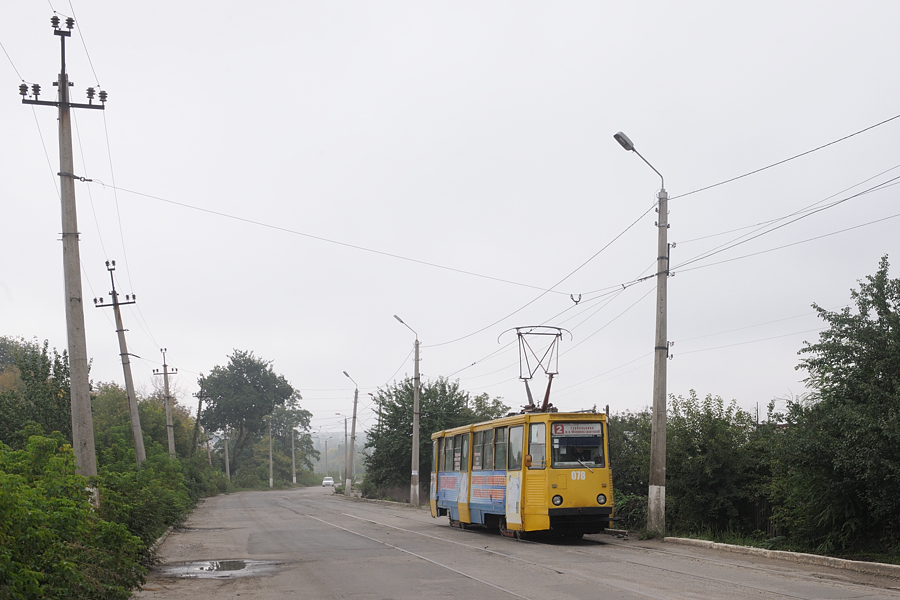
71-605 (КТМ-5М3) № 078
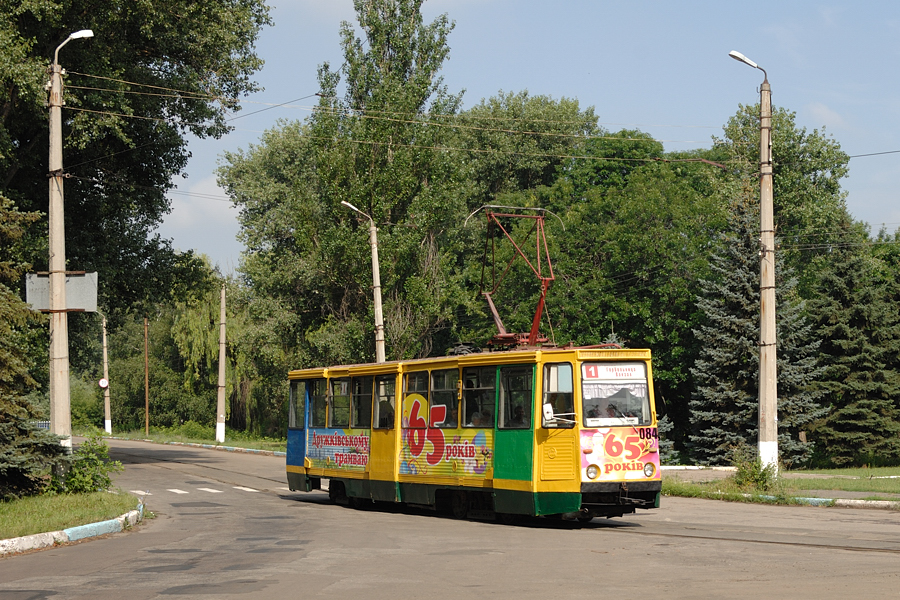
71-605 (КТМ-5М3) № 084
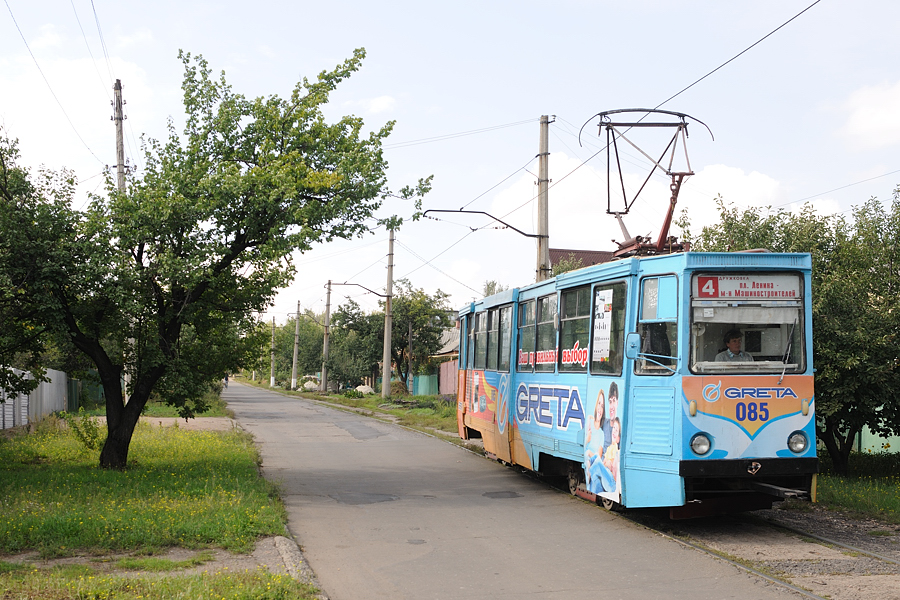
71-605 (КТМ-5М3) № 085
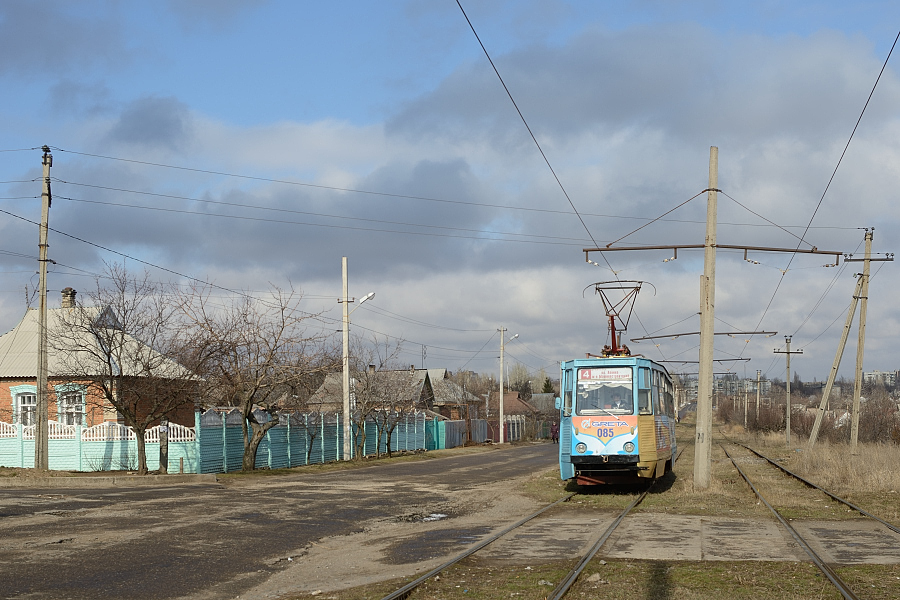
71-605 (КТМ-5М3) № 085
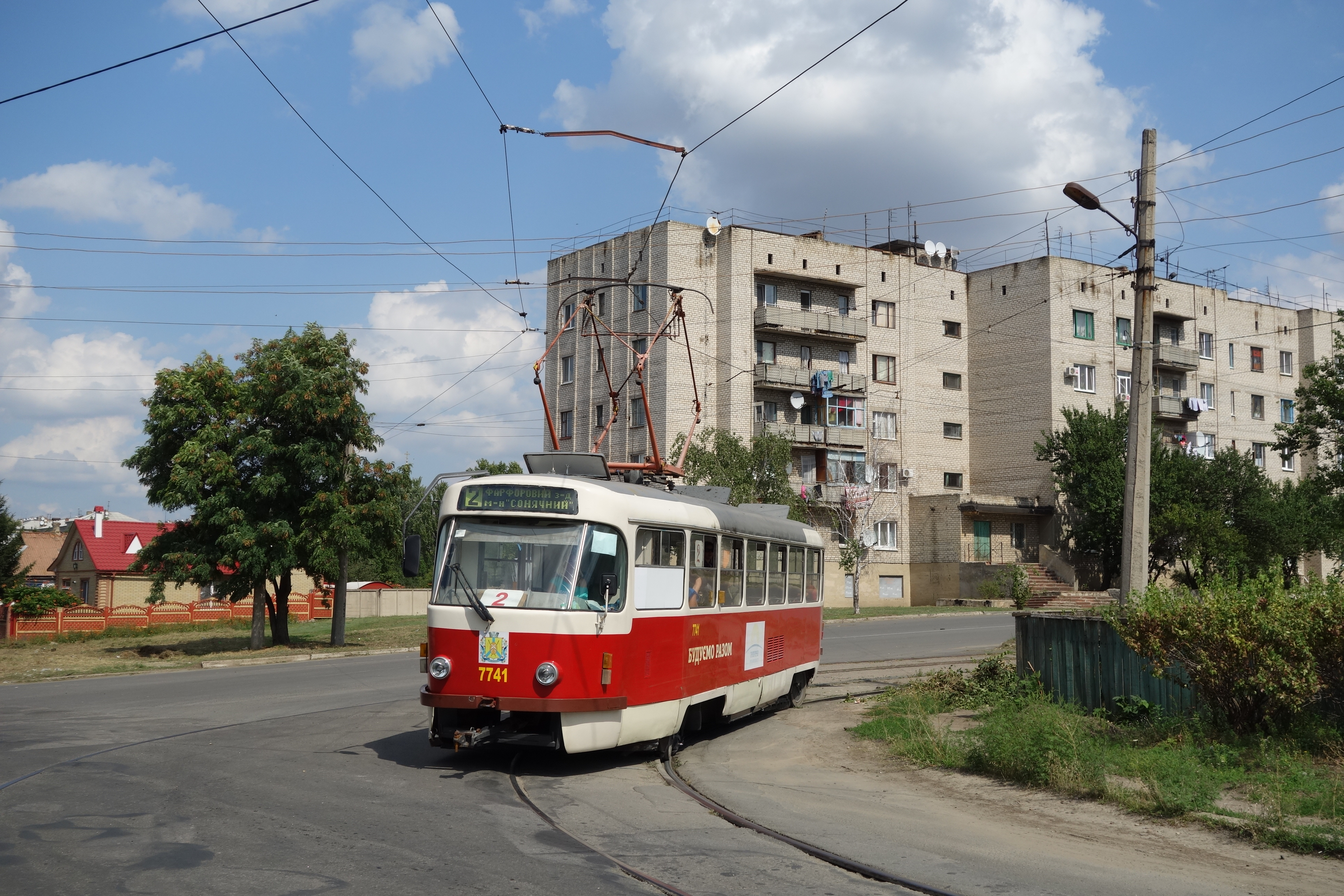
TatraT3 №7741
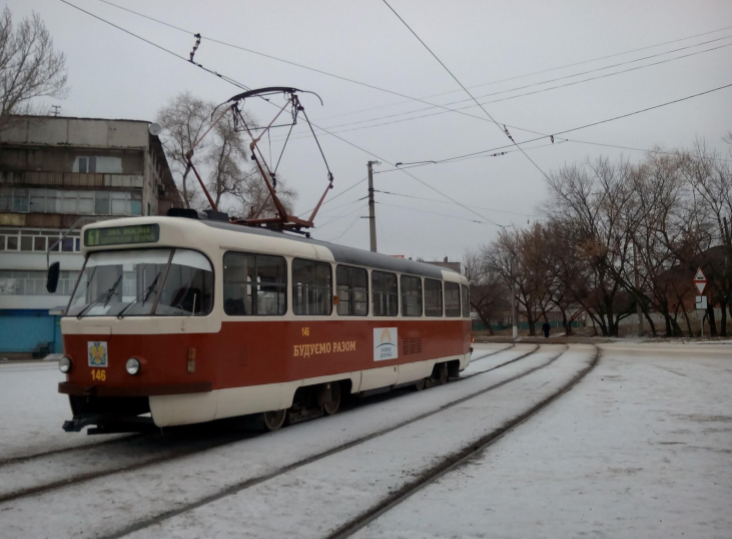
TatraT3 №146
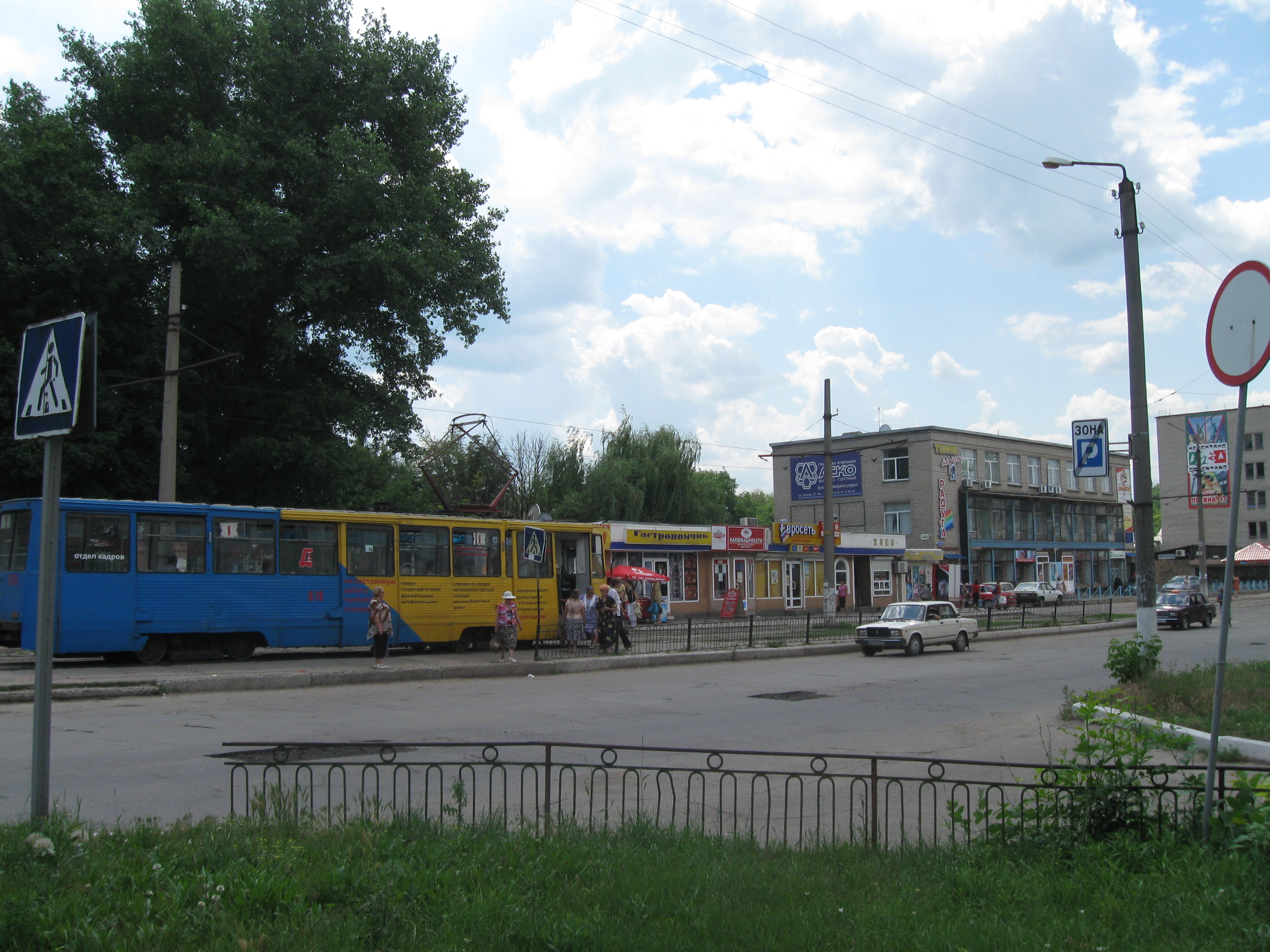
71-605 (КТМ-5М3) №878